# Argentinska köket

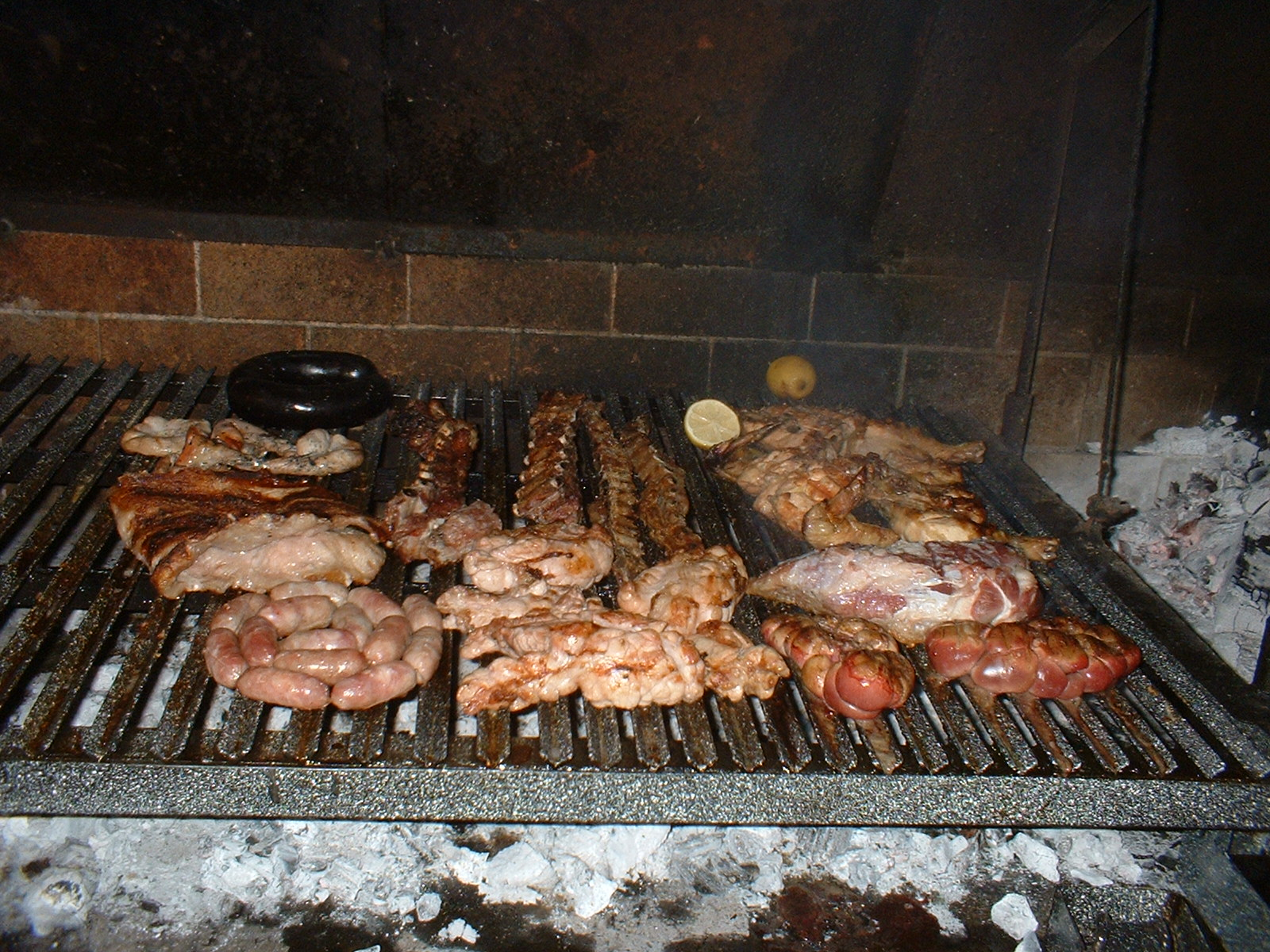
Asado

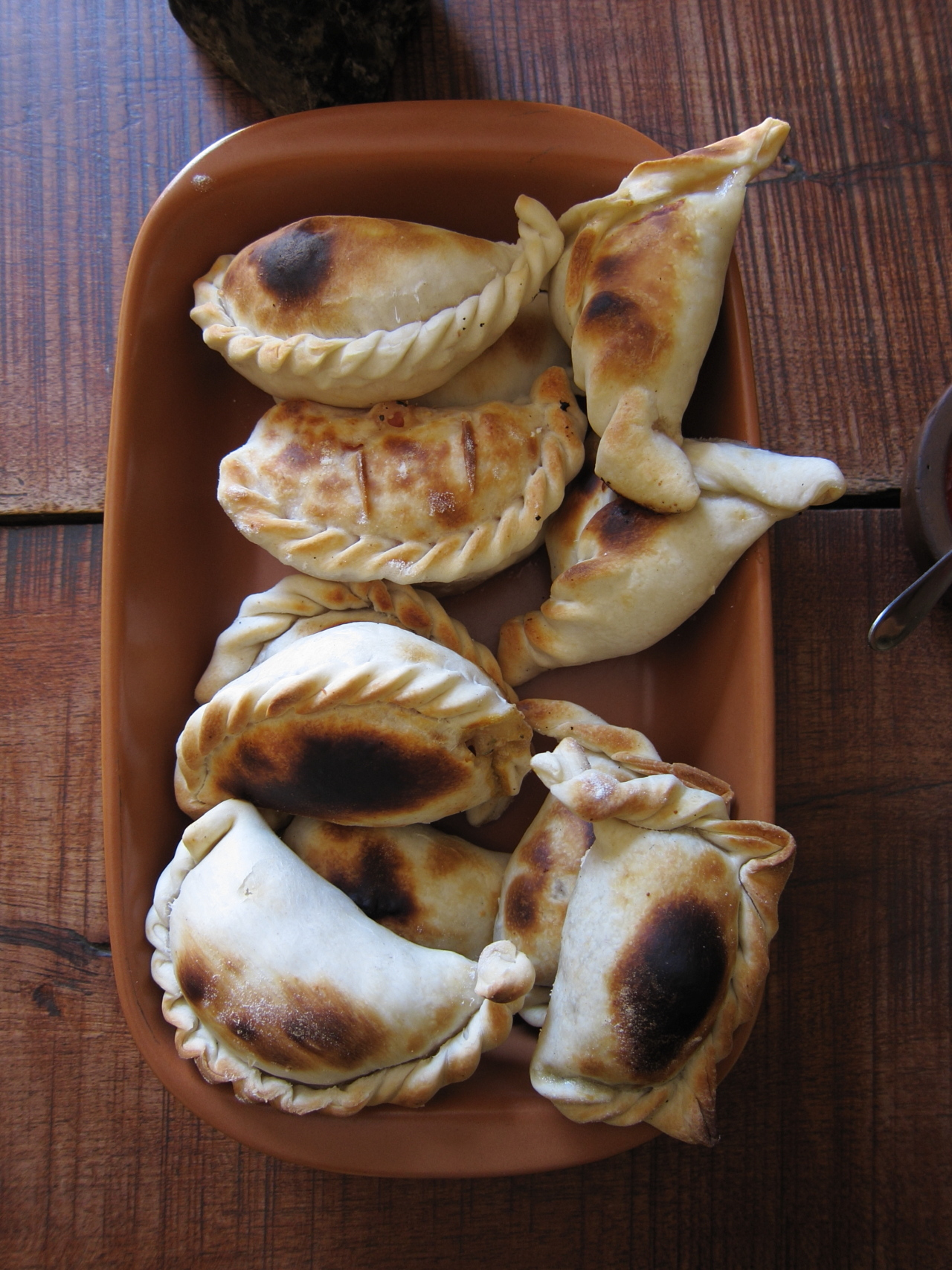
Empanadas

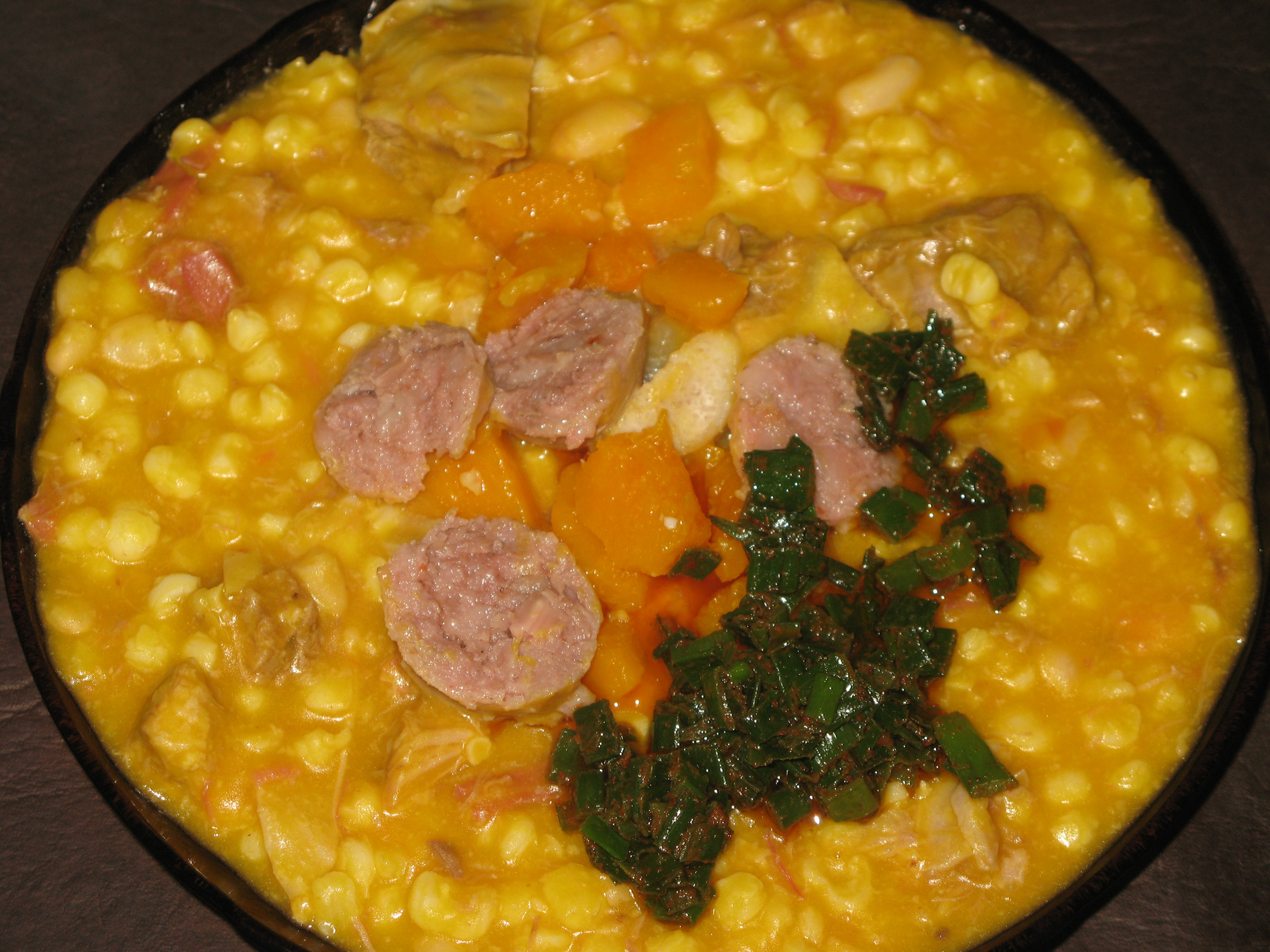
Locro

Argentinska köket består till stor del av olika matkulturer och mattraditioner i Argentina. Köket kan liknas vid det spanska och italienska köket, med till exempel mycket pasta. Alla rätter drygas dock ut med mycket kött. Nötkött produceras i stora mängder. Argentina är de största konsumenterna i världen av nötkött, och man äter ungefär 70 kg nötkött per person varje år, jämfört med till exempel 25 kg i Sverige. Nationalrätten är asado, som är grillat nötkött.
Empanadas, små piroger med fyllning, är också vanliga.

## Dryck
Argentinas nationaldryck är drycken mate, som är som ett slags grönt te gjort på en växt från järnekssläktet, yerba mate. Drycken är ganska bitter och sträv i smaken.

### Vin

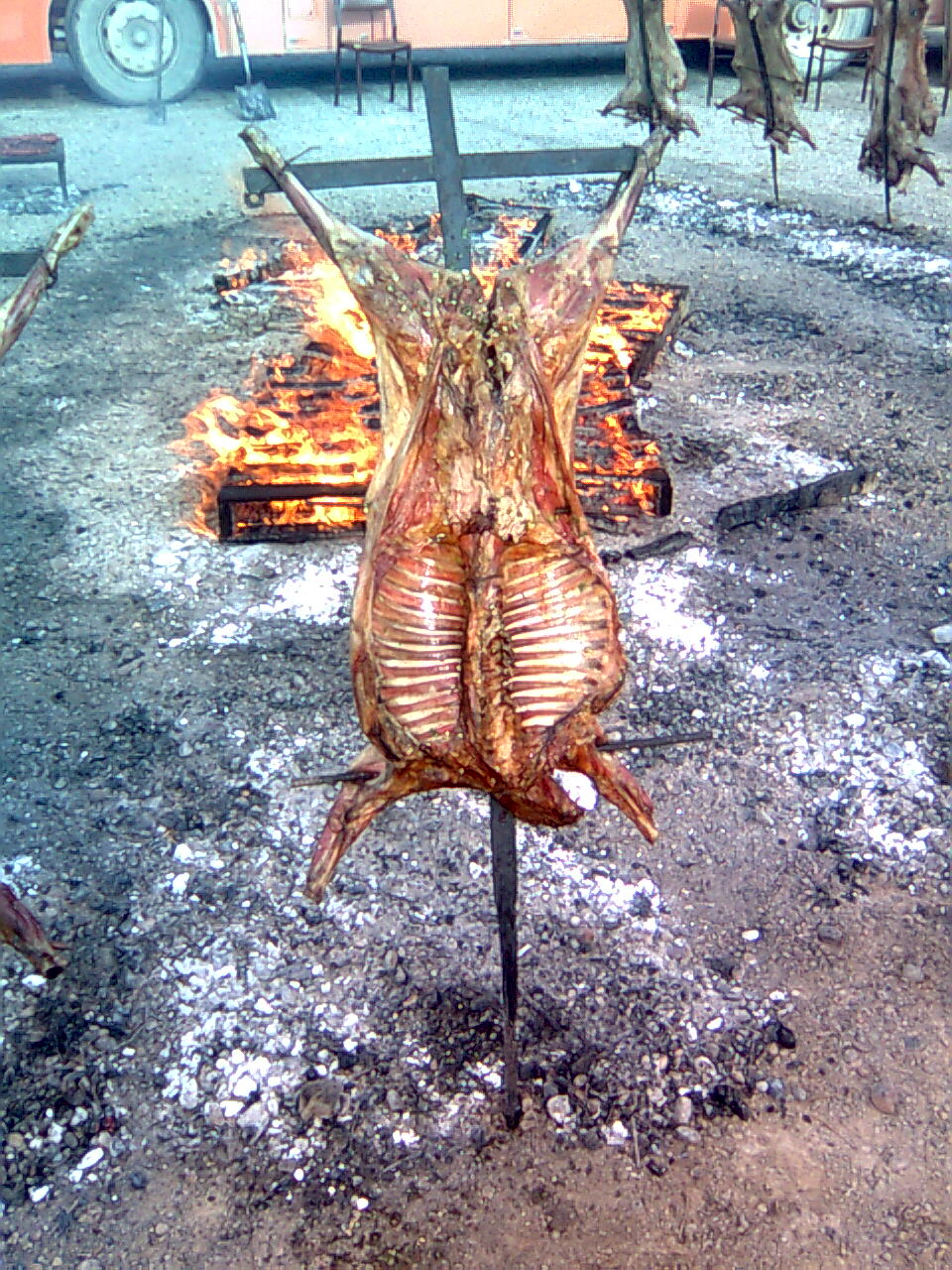
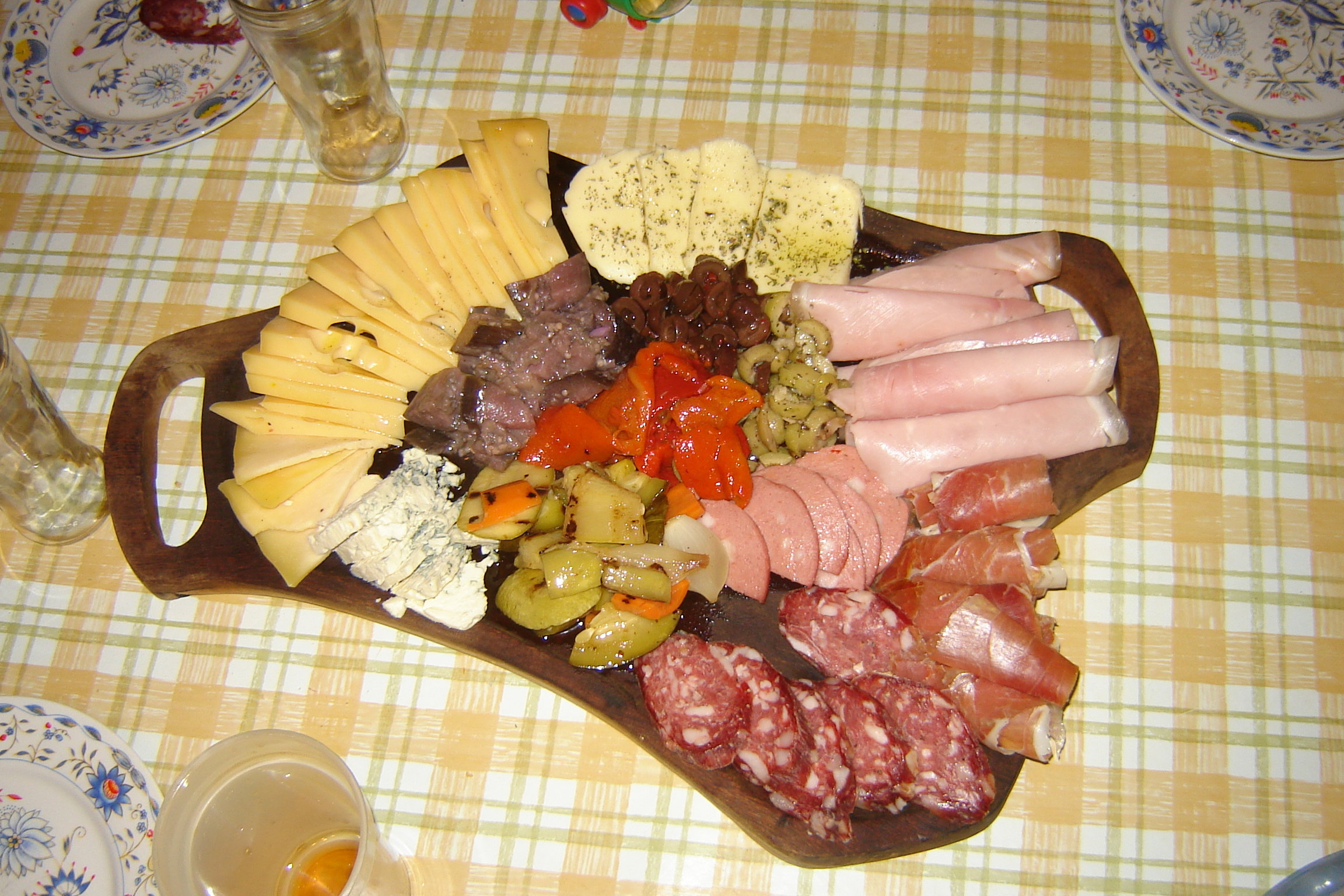
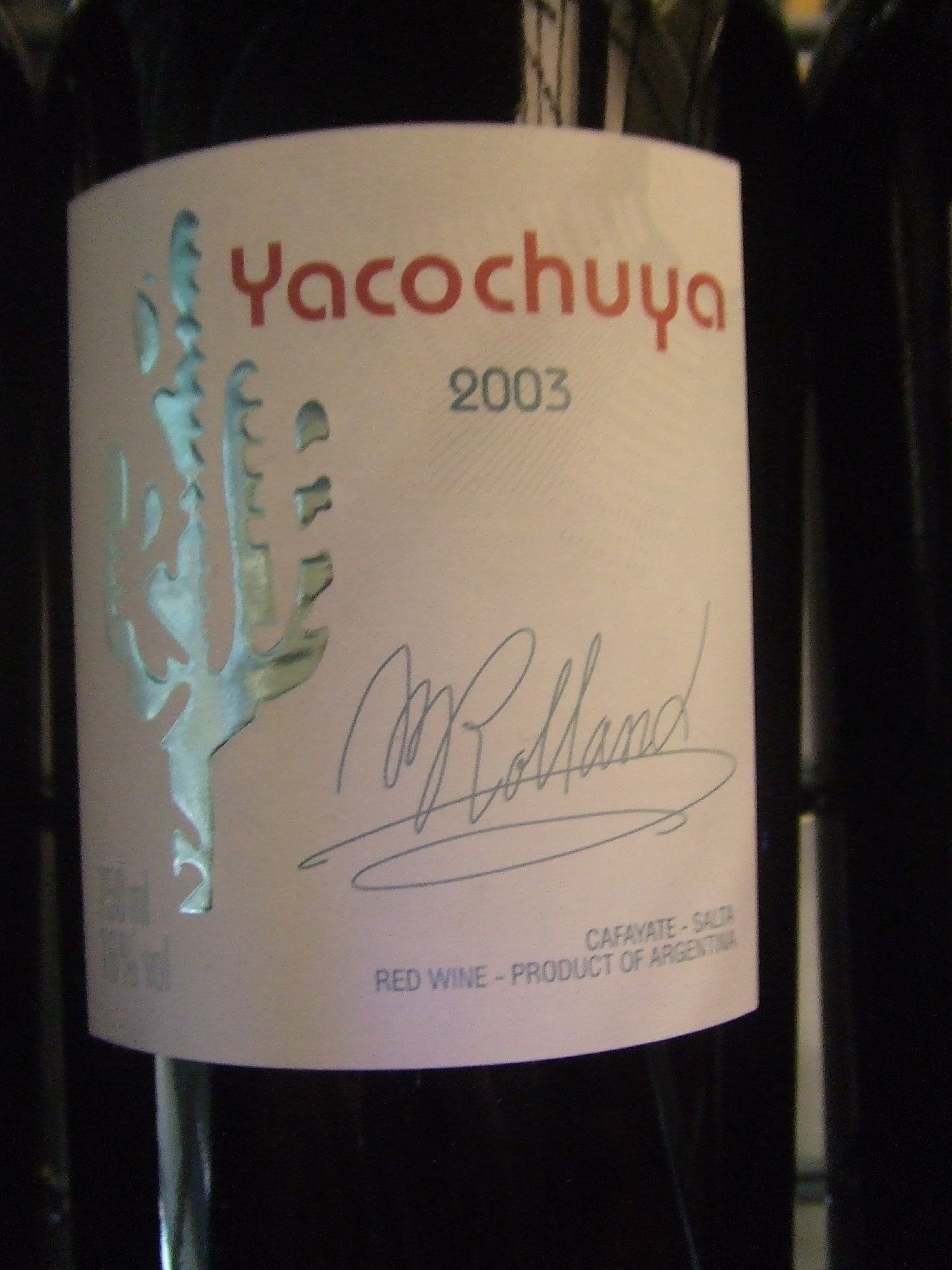
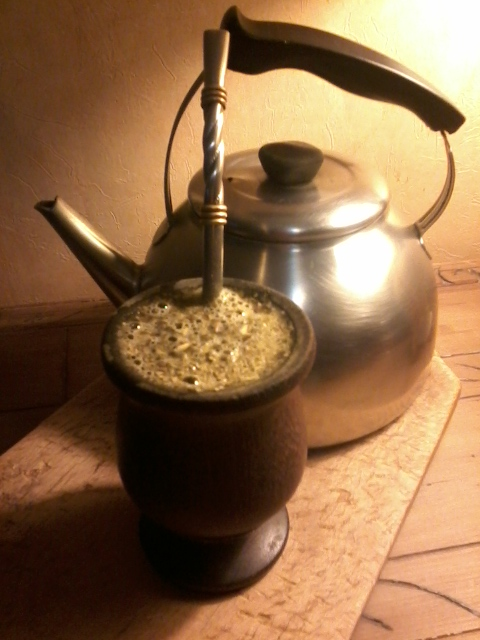
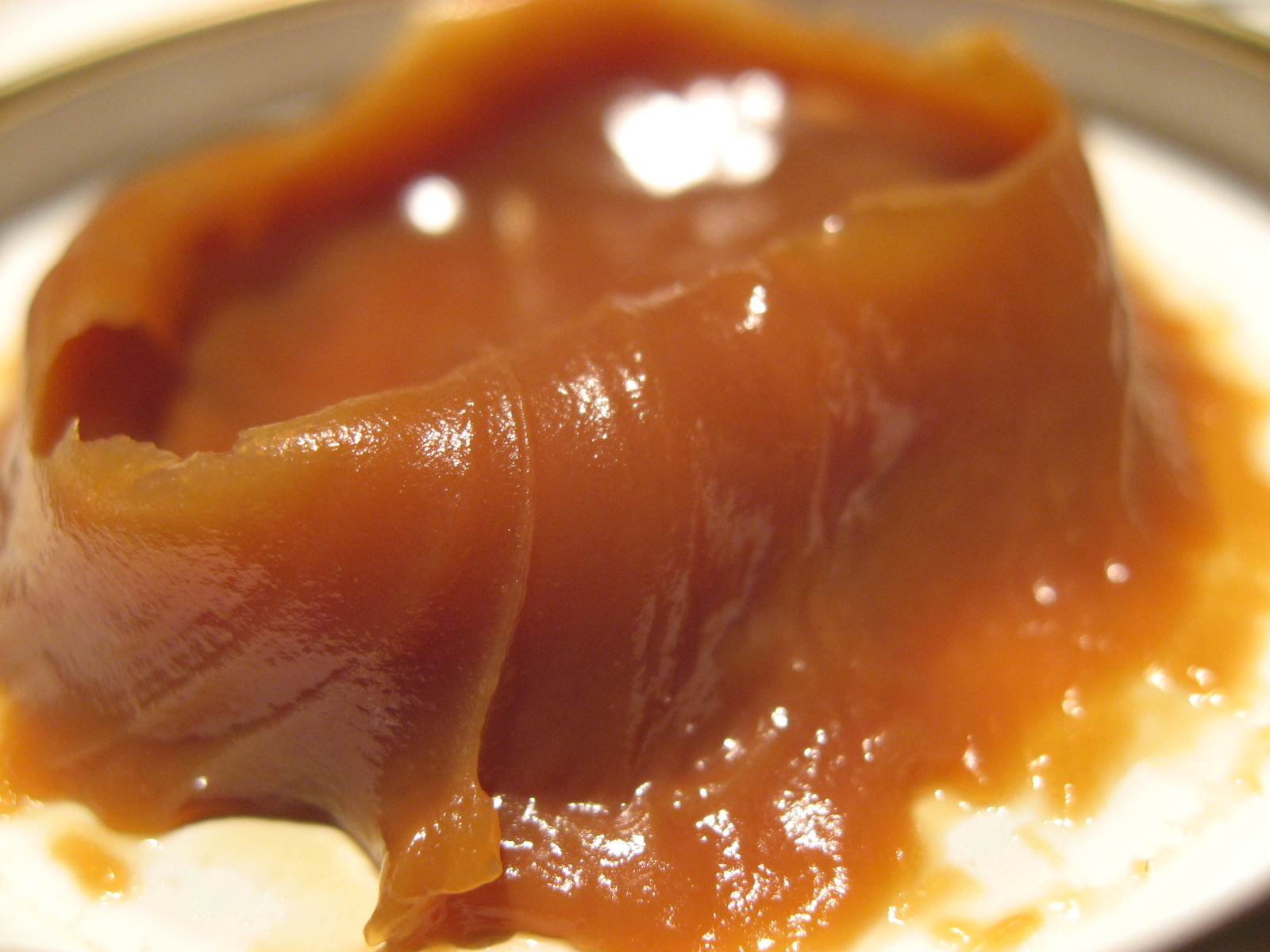
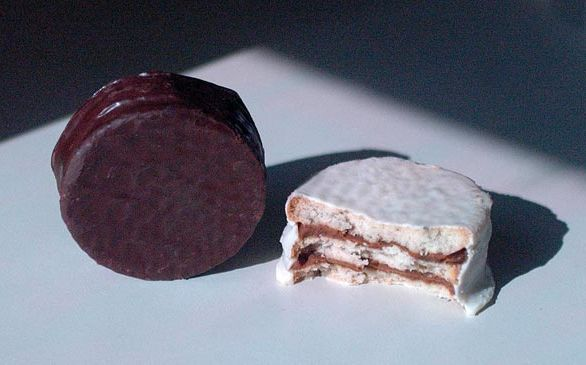

Argentina producerar mycket vin, och är den femte största vinproducenten i världen samt tillsammans med Spanien, Italien och Frankrike de som dricker mest vin, med över 30 liter per person varje år. Ofta används druvan malbec vid produktionen. Under november 2008 såldes det knappt 465 000 liter argentinskt vin i Sverige, vilket är nästan dubbelt så mycket som portugisiskt vin.